# Elecciones regionales del Callao de 2018
Las elecciones regionales del Callao de 2018 se llevaron a cabo el 7 de octubre de 2018 para elegir al gobernador regional, al vicegobernador regional y al Consejo Regional para el periodo 2019-2022. La elección se celebró simultáneamente con elecciones regionales y municipales (provinciales y distritales) en todo el Perú.
Como resultado de esta elección, Dante Mandriotti Castro, candidato de Por Ti Callao, obtuvo el 31.63% de votos válidos y resultó electo como gobernador regional del Callao.

## Sistema electoral
El Gobierno Regional del Callao es el órgano administrativo y de gobierno de la Provincia Constitucional del Callao. Está compuesto por el gobernador regional, el vicegobernador regional y el Consejo Regional.
La votación se realiza en base al sufragio universal, que comprende a todos los ciudadanos nacionales mayores de dieciocho años, empadronados y residentes en la provincia del Callao y en pleno goce de sus derechos políticos.
El gobernador y vicegobernador regional son elegidos por sufragio directo. Para que un candidato sea proclamado ganador debe obtener no menos de 30 % de votos válidos. En caso ningún candidato logre ese porcentaje en la primera vuelta electoral, los dos candidatos más votados participan en una segunda vuelta o balotaje. No hay reelección inmediata de gobernadores regionales.
El Consejo Regional del Callao está compuesto por 9 consejeros elegidos por sufragio directo para un período de cuatro (4) años. La votación es por lista cerrada y bloqueada. Cada distrito de la provincia del Callao constituye una circunscripción electoral. Se asigna a la lista ganadora los escaños según el método d'Hondt. La distribución y el número de consejeros regionales es la siguiente:
| Circunscripción                                                      | Escaños | Mapa |
| -------------------------------------------------------------------- | ------- | ---- |
| Callao y Ventanilla(+1)                                              | 2       |      |
| Bellavista, Carmen de La Legua-Reynoso, La Perla, La Punta y Mi Perú | 1       |      |

## Composición del Consejo Regional del Callao
La siguiente tabla muestra la composición del Consejo Regional del Callao antes de las elecciones.
| Partidos | Partidos                                 | Consejeros |
| -------- | ---------------------------------------- | ---------- |
|          | Movimiento Independiente Chim Pum Callao | 6          |
|          | Por Ti Callao                            | 1          |

## Partidos y candidatos
A continuación se muestra una lista de los principales partidos y alianzas electorales que participaron en las elecciones:
| Candidatura | Candidatura   | Partidos y alianzas                           | Candidato | Candidato                   | Ideología                                                          | Resultado previo | Resultado previo | Ref. |
| Candidatura | Candidatura   | Partidos y alianzas                           | Candidato | Candidato                   | Ideología                                                          | Votos (%)        | Con.             | Ref. |
| ----------- | ------------- | --------------------------------------------- | --------- | --------------------------- | ------------------------------------------------------------------ | ---------------- | ---------------- | ---- |
|             | FC            | Lista - Fuerza Chalaca (FC)                   |           | Iván Rivadeneyra Medina     | Regionalismo chalaco                                               | 39.66%           | 6                |      |
|             | Por Ti Callao | Lista - Por Ti Callao (Por Ti Callao)         |           | Dante Mandriotti Castro     | Regionalismo chalaco                                               | 11.30%           | 1                |      |
|             | APP           | Lista - Alianza para el Progreso (APP)        |           | Ciro Castillo Rojo Salas    | Liberalismo económico Conservadurismo liberal Populismo de derecha | 3.18%            | 0                |      |
|             | DD            | Lista - Democracia Directa (DD)               |           | Eric Cornejo Ríos           | Socialismo Nacionalismo de izquierda Ecologismo                    | 1.43%            | 0                |      |
|             | FA            | Lista - Frente Amplio (FA)                    |           | Martin Morales Torres       | Socialismo Ecologismo Descentralización                            | 1.43%            | 0                |      |
|             | SP            | Lista - Somos Perú (SP)                       |           | Malcolm Durand Flores       | Democracia cristiana Conservadurismo social                        | 1.27%            | 0                |      |
|             | APRA          | Lista - Partido Aprista Peruano (APRA)        |           | Carlos Chamochumbi Barrueto | Aprismo                                                            | Nuevo            | Nuevo            |      |
|             | UPP           | Lista - Unión por el Perú (UPP)               |           | Lucas Pio Rivera            | Etnocacerismo Nacionalismo de izquierda Ultranacionalismo          | Nuevo            | Nuevo            |      |
|             | PPS           | Lista - Perú Patria Segura (PPS)              |           | Victoria Paredes Sánchez    | Conservadurismo liberal Liberalismo económico                      | Nuevo            | Nuevo            |      |
|             | PN            | Lista - Perú Nación (PN)                      |           | Rogelio Canches Guzmán      | Conservadurismo social Democracia cristiana                        | Nuevo            | Nuevo            |      |
|             | PP            | Lista - Podemos por el Progreso del Perú (PP) |           | Enrique Wong Pujada         | Conservadurismo social Populismo Nacionalismo                      | Nuevo            | Nuevo            |      |

## Sondeos de opinión
Las siguientes tablas enumeran las estimaciones de la intención de voto en orden cronológico inverso, mostrando las más recientes primero y utilizando las fechas en las que se realizó el trabajo de campo de la encuesta. Cuando se desconocen las fechas del trabajo de campo, se proporciona la fecha de publicación.
Leyenda:
     Sondeo realizado en el periodo de prohibición legal de la difusión de sondeos de intención de voto.

### Intención de voto
La siguiente tabla enumera las estimaciones ponderadas (sin incluir votos en blanco y nulos) de la intención de voto.
|                               |                |     |      |      |      |      |     |     |     |      |  |  |  |
| Elecciones regionales de 2018 | 7 oct 2018     | —   | 31.6 | 20.2 | 19.4 | 6.3  | 5.7 | 4.6 | 3.6 | 11.4 |  |  |  |
|                               |                |     |      |      |      |      |     |     |     |      |  |  |  |
| Ipsos Perú/América            | 7 oct 2018     | ?   | 29.4 | 22.4 | 18.6 | 5.6  | –   | –   | –   | 7.0  |  |  |  |
| Datum Internacional/Latina    | 7 oct 2018     | ?   | 30.9 | 20.1 | 18.6 | 6.0  | –   | –   | –   | 10.8 |  |  |  |
| Ipsos Perú/América            | 7 oct 2018     | ?   | 28.2 | 26.3 | 14.5 | 6.9  | –   | –   | –   | 1.9  |  |  |  |
| Datum Internacional/Latina    | 7 oct 2018     | ?   | 32.4 | 20.6 | 16.7 | 5.6  | 5.2 | –   | 4.1 | 11.8 |  |  |  |
| CPI/RPP                       | 26–29 sep 2018 | 500 | 27.2 | 26.3 | 11.4 | 15.2 | 3.6 | 3.1 | –   | 0.9  |  |  |  |
| Datum Internacional/Latina    | 27–28 sep 2018 | 400 | 28.0 | 29.4 | 12.9 | 7.5  | 4.7 | 5.4 | 4.3 | 1.4  |  |  |  |
| Ipsos Perú/El Comercio        | 26–27 sep 2018 | 410 | 10.4 | 31.2 | 26.0 | 18.2 | –   | 3.9 | –   | 5.2  |  |  |  |
| CPI/Exitosa                   | 13–16 abr 2018 | 800 | 12.4 | –    | 10.6 | 13.1 | 3.6 | –   | –   | 0.7  |  |  |  |

### Preferencias de voto
La siguiente tabla enumera las preferencias de voto en bruto (incluyendo blancos, viciados y sin respuesta) y no ponderadas.
| Encuestadora/Medio            | Fecha          | Muestra | Dante Mandriotti | Iván Rivaden. | Ciro Castillo | Rogelio Canches | Malcolm Durand | Victoria Paredes | Enrique Wong | B/V  | NS/NO | Dif. |  |  |  |
| ----------------------------- | -------------- | ------- | ---------------- | ------------- | ------------- | --------------- | -------------- | ---------------- | ------------ | ---- | ----- | ---- |  |  |  |
| Encuestadora/Medio            | Fecha          | Muestra |                  |               |               |                 |                |                  |              |      |       |      |  |  |  |
| Elecciones regionales de 2018 | 7 oct 2018     | —       | 24.2             | 15.4          | 14.8          | 4.8             | 4.3            | 3.5              | 2.7          | 23.6 | –     | 8.8  |  |  |  |
|                               |                |         |                  |               |               |                 |                |                  |              |      |       |      |  |  |  |
| CPI/RPP                       | 26–29 sep 2018 | 500     | 18.3             | 17.7          | 7.7           | 10.2            | 2.4            | 2.1              | –            | 25.4 | 7.4   | 0.6  |  |  |  |
| Datum Internacional/Latina    | 27–28 sep 2018 | 400     | 19.5             | 20.5          | 9.0           | 5.3             | 3.3            | 3.8              | 3.0          | 30.3 | –     | 1.0  |  |  |  |
| Ipsos Perú/El Comercio        | 26–27 sep 2018 | 410     | 8                | 24            | 20            | 14              | –              | 3                | –            | 15   | 8     | 4    |  |  |  |
| Sensor                        | 7–9 ago 2018   | 400     | 13               | 15            | 19            | –               | –              | 10               | –            | –    | –     | 4    |  |  |  |
| CPI/Exitosa                   | 13–16 abr 2018 | 800     | 7.5              | –             | 6.4           | 7.9             | 2.2            | –                | –            | 27.8 | 11.8  | 0.4  |  |  |  |

## Resultados

### Gobierno Regional del Callao
| Candidatos           | Candidatos                  | Partidos y coaliciones                | Voto popular | Voto popular | Voto popular |  |
| Candidatos           | Candidatos                  | Partidos y coaliciones                | Votos        | %            |              |  |
| -------------------- | --------------------------- | ------------------------------------- | ------------ | ------------ | ------------ |  |
|                      | Dante Mandriotti Castro     | Por Ti Callao (Por Ti Callao)         | 157,587      | 31.63        |              |  |
|                      | Iván Rivadeneyra Medina     | Fuerza Chalaca (FC)                   | 100,603      | 20.19        |              |  |
|                      | Ciro Castillo Rojo Salas    | Alianza para el Progreso (APP)        | 96,701       | 19.41        |              |  |
|                      | Rogelio Canches Guzmán      | Perú Nación (PN)                      | 31,493       | 6.32         |              |  |
|                      | Malcolm Durand Flores       | Somos Perú (SP)                       | 28,246       | 5.67         |              |  |
|                      | Victoria Paredes Sánchez    | Perú Patria Segura (PPS)              | 23,073       | 4.63         |              |  |
|                      | Enrique Wong Pujada         | Podemos por el Progreso del Perú (PP) | 17,698       | 3.55         |              |  |
|                      | Eric Cornejo Ríos           | Democracia Directa (DD)               | 15,569       | 3.12         |              |  |
|                      | Lucas Pio Rivera            | Unión por el Perú (UPP)               | 9,612        | 1.93         |              |  |
|                      | Carlos Chamochumbi Barrueto | Partido Aprista Peruano (APRA)        | 9,544        | 1.92         |              |  |
|                      | Martin Morales Torres       | Frente Amplio (FA)                    | 8,158        | 1.64         |              |  |
|                      |                             |                                       |              |              |              |  |
| Total                | Total                       | Total                                 | 498,284      |              |              |  |
|                      |                             |                                       |              |              |              |  |
| Votos válidos        | Votos válidos               | Votos válidos                         | 498,284      | 76.43        |              |  |
| Votos en blanco      | Votos en blanco             | Votos en blanco                       | 64,167       | 9.84         |              |  |
| Votos nulos          | Votos nulos                 | Votos nulos                           | 89,477       | 13.72        |              |  |
| Votos emitidos       | Votos emitidos              | Votos emitidos                        | 651,928      | 82.25        |              |  |
| Abstenciones         | Abstenciones                | Abstenciones                          | 140,709      | 17.75        |              |  |
| Votantes registrados | Votantes registrados        | Votantes registrados                  | 792,637      |              |              |  |
|                      |                             |                                       |              |              |              |  |
| Fuente:              |                             |                                       |              |              |              |  |

### Consejo Regional del Callao
| |                                       |              |              |              |         |         |  |
| Partidos y coaliciones | Partidos y coaliciones                | Voto popular | Voto popular | Voto popular | Escaños | Escaños |  |
| Partidos y coaliciones | Partidos y coaliciones                | Votos        | %            | ±pp          | Total   | +/−     |  |
| | Por Ti Callao (Por Ti Callao)         | 155,746      | 32.95        | +18.75       | 8       | +7      |  |
| | Fuerza Chalaca (FC)1                  | 93,024       | 19.68        | –18.89       | 1       | –5      |  |
| | Alianza para el Progreso (APP)        | 64,669       | 13.68        | +10.13       | 0       | ±0      |  |
| | Acción Popular (AP)                   | 28,435       | 6.02         | –8.19        | 0       | ±0      |  |
| | Somos Perú (SP)                       | 26,192       | 5.54         | +3.79        | 0       | ±0      |  |
| | Perú Patria Segura (PPS)              | 25,160       | 5.32         | Nuevo        | 0       | ±0      |  |
| | Perú Nación (PN)                      | 20,663       | 4.37         | Nuevo        | 0       | ±0      |  |
| | Podemos por el Progreso del Perú (PP) | 18,240       | 3.86         | Nuevo        | 0       | ±0      |  |
| | Democracia Directa (DD)               | 14,211       | 3.01         | n/a          | 0       | ±0      |  |
| | Unión por el Perú (UPP)               | 10,121       | 2.14         | n/a          | 0       | ±0      |  |
| | Partido Aprista Peruano (APRA)        | 9,001        | 1.90         | n/a          | 0       | ±0      |  |
| | Frente Amplio (FA)                    | 7,232        | 1.53         | n/a          | 0       | ±0      |  |
| |                                       |              |              |              |         |         |  |
| Total | Total                                 | 472,694      |              |              | 9       | +2      |  |
| |                                       |              |              |              |         |         |  |
| Votos válidos | Votos válidos                         | 472,694      | 72.51        | –4.21        |         |         |  |
| Votos en blanco | Votos en blanco                       | 91,547       | 14.04        | –0.59        |         |         |  |
| Votos nulos | Votos nulos                           | 87,687       | 13.45        | +4.80        |         |         |  |
| Votos emitidos | Votos emitidos                        | 651,928      | 82.25        | –2.16        |         |         |  |
| Abstenciones | Abstenciones                          | 140,709      | 17.75        | +2.16        |         |         |  |
| Votantes registrados | Votantes registrados                  | 792,637      |              |              |         |         |  |
| |                                       |              |              |              |         |         |  |
| Fuente: |                                       |              |              |              |         |         |  |
| Notas al pie: 1 Comparado con los resultados del Movimiento Independiente Chim Pum Callao (Chim Pum Callao) en las elecciones de 2014. |                                       |              |              |              |         |         |  |
| Notas al pie: |                                       |              |              |              |         |         |  |
| 1 Comparado con los resultados del Movimiento Independiente Chim Pum Callao (Chim Pum Callao) en las elecciones de 2014.               |                                       |              |              |              |         |         |  |

#### Resultados por distrito
| Distrito                   | PTC        | PTC  | FC   | FC   | APP  | APP  | AP   | AP  | SP   | SP  | PPS | PPS | PN   | PN  | PP   | PP  | DD   | DD  | UPP | UPP | APRA | APRA | FA  | FA |  |
| Distrito                   | %          | E    | %    | E    | %    | E    | %    | E   | %    | E   | %   | E   | %    | E   | %    | E   | %    | E   | %   | E   | %    | E    | %   | E  |  |
| -------------------------- | ---------- | ---- | ---- | ---- | ---- | ---- | ---- | --- | ---- | --- | --- | --- | ---- | --- | ---- | --- | ---- | --- | --- | --- | ---- | ---- | --- | -- |  |
| Distrito                   | Bellavista | 41.1 | 1    | 16.5 | –    | 10.5 | –    | 6.8 | –    | 4.6 | –   | 8.3 | –    | 2.8 | –    | 3.0 | –    | 1.6 | –   | 1.3 | –    | 3.7  | –   |    |  |
| Callao                     | 36.2       | 2    | 17.5 | –    | 13.8 | –    | 6.7  | –   | 4.9  | –   | 3.8 | –   | 4.5  | –   | 3.3  | –   | 4.1  | –   | 1.3 | –   | 2.1  | –    | 1.7 | –  |  |
| Carmen de La Legua-Reynoso | 26.0       | 1    | 14.0 | –    | 16.4 | –    | 4.2  | –   | 4.4  | –   | 9.6 | –   | 5.5  | –   | 4.8  | –   | 2.0  | –   | 4.8 | –   | 3.3  | –    | 3.0 | –  |  |
| La Perla                   | 50.9       | 1    | 14.1 | –    | 8.3  | –    | 6.1  | –   | 5.6  | –   | 3.5 | –   | 2.8  | –   | 5.5  | –   | 1.0  | –   | 0.6 | –   |      |      | 1.6 | –  |  |
| La Punta                   | 28.0       | 1    | 7.5  | –    |      |      | 19.5 | –   | 4.8  | –   | 1.1 | –   | 11.7 | –   | 5.5  | –   | 1.0  | –   | 0.6 | –   |      |      | 1.6 | –  |  |
| Mi Perú                    | 34.5       | 1    | 20.8 | –    | 9.2  | –    | 3.2  | –   | 16.4 | –   |     |     | 7.5  | –   | 10.6 | –   | 14.7 | –   | 1.1 | –   | 1.0  | –    |     |    |  |
| Ventanilla                 | 21.5       | 1    | 27.3 | 1    | 16.1 | –    | 4.9  | –   | 5.4  | –   | 7.4 | –   | 4.1  | –   | 2.9  | –   | 1.2  | –   | 0.9 | –   | 1.2  | –    | 2.1 | –  |  |
| Total                      | 32.9       | 8    | 19.7 | 1    | 13.7 | –    | 6.0  | –   | 5.5  | –   | 5.3 | –   | 4.4  | –   | 3.9  | –   | 3.0  | –   | 2.1 | –   | 1.9  | –    | 1.5 | –  |  |

### Autoridades electas
| Cargo                                                          | Autoridad electa | Autoridad electa             | Partido político | Partido político |
| -------------------------------------------------------------- | ---------------- | ---------------------------- | ---------------- | ---------------- |
| Gobernador Regional del Callao                                 |                  | Dante Mandriotti Castro      |                  | Por Ti Callao    |
| Vicegobernador Regional del Callao                             |                  | Constantino Galarza Zaldívar |                  | Por Ti Callao    |
| Consejero Regional del Callao (por Bellavista)                 |                  | Willy Polar Vega             |                  | Por Ti Callao    |
| Consejera Regional del Callao (por Callao)                     |                  | María Trujillo La Torre      |                  | Por Ti Callao    |
| Consejero Regional del Callao (por Callao)                     |                  | Víctor Gutarra García        |                  | Por Ti Callao    |
| Consejero Regional del Callao (por Carmen de La Legua-Reynoso) |                  | Roberto Fernández Geldrés    |                  | Por Ti Callao    |
| Consejera Regional del Callao (por La Perla)                   |                  | Marisol López Mendoza        |                  | Por Ti Callao    |
| Consejera Regional del Callao (por La Punta)                   |                  | Gabriela Calderón Sueyras    |                  | Por Ti Callao    |
| Consejero Regional del Callao (por Mi Perú)                    |                  | César Vargas Arévalo         |                  | Por Ti Callao    |
| Consejera Regional del Callao (por Ventanilla)                 |                  | Johanna Gutiérrez Alvarado   |                  | Fuerza Chalaca   |
| Consejero Regional del Callao (por Ventanilla)                 |                  | Billy Rojas Valencia         |                  | Por Ti Callao    |